# Navaja (filosofía)
En filosofía, una navaja es un principio o regla general que permite reducir el campo de hipótesis que tratan un fenómeno, eliminando las explicaciones improbables.

## Navaja de Ockham
La navaja de Ockham (también escrito Occam u Ockam) es un principio metodológico y filosófico atribuido al filósofo y lógico escolástico Guillermo de Ockham. Según este, «en igualdad de condiciones la explicación más sencilla suele ser la más probable». Esto implica que, cuando dos teorías en igualdad de condiciones tienen las mismas consecuencias, la teoría más simple tiene más probabilidades de ser correcta que la compleja.
Sin embargo, una cuestión ambigua al respecto es qué ha de tenerse en cuenta para medir la simplicidad. Quizás la propuesta más conocida sea la que sugirió el mismo Ockham: cuando dos teorías tienen las mismas consecuencias, debe preferirse la teoría que postule la menor cantidad de (tipos de) entidades. Otra manera de medir la simplicidad, sin embargo, podría ser por el número de axiomas de la teoría.
La navaja de Ockham se aplica a casos prácticos y específicos, englobándose dentro de los principios fundamentales de la filosofía de la escuela nominalista que opera sobre conceptos individualizados y casos empíricos.

## Navaja de Hanlon
Nunca atribuyas a la malicia aquello que puede ser explicado adecuadamente por la estupidez.

## Navaja de Hume
Si la causa que designa a un efecto no es suficiente para producirlo, se debe o bien rechazar la causa, o bien complementarla de tal forma que se ajuste al efecto.

## Navaja de Hitchens
Aquello que se afirma sin evidencia se puede rechazar sin evidencia.

## Navaja de Alder
Si una discusión no se puede resolver por medio de experimentación, no merece ser debatido.

## Principio de falsabilidad de Popper
Para que una teoría deba ser considerada científica, debe ser falsable, es decir, debe ser posible realizar experimentos u observaciones que permitan refutarla o falsarla.